# تاريخ الجدري

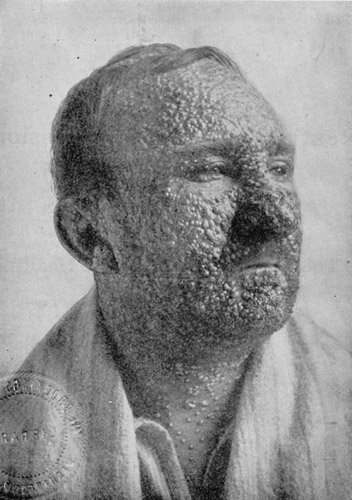
أحد ضحايا الجدري، إلينوي، 1912

يمتد تاريخ الجدري إلى عصر ما قبل التاريخ، ويُرجح ظهور المرض بين البشر سنة 10000 قبل الميلاد. عُثر على أقرب دليل موثوق على الجدري في المومياوات المصرية لأشخاص ماتوا منذ نحو 3000 عام. كان للجدري تأثير كبير على تاريخ العالم، لأسباب أبرزها انخفاض أعداد السكان الأصليين في المناطق التي لم يكن فيها الجدري محليًا، مثل الأمريكتين وأستراليا، بسرعة وبصورة كبيرة بسبب هذا المرض (بالإضافة إلى الأمراض الأخرى المنتشرة) خلال الفترات الأولى من الاحتكاك بالأجانب، ما مهد الطريق للغزو والاستعمار. في القرن الثامن عشر، قتل المرض نحو 400000 أوروبي كل عام، بما في ذلك خمسة ملوك، وكان مسؤولاً عن ثلث حالات العمى. توفي نحو 20–60% من جميع المصابين –وأكثر من 80% من الأطفال المصابين– جراء هذا المرض.
خلال القرن العشرين، تشير التقديرات إلى أن الجدري كان مسؤولاً عن 300–500 مليون حالة وفاة. في أوائل الخمسينيات من القرن العشرين، كانت تحدث نحو 50 مليون حالة إصابة بالجدري في العالم كل عام. في عام 1967، قدرت منظمة الصحة العالمية أن 15 مليون شخص أصيبوا بالمرض وأن مليوني شخص ماتوا في ذلك العام. بعد حملات التلقيح الناجحة طوال القرنين التاسع عشر والعشرين، أعلنت منظمة الصحة العالمية القضاء العالمي على الجدري في ديسمبر عام 1979. يعد الجدري أحد المرضين المعديين الذين قضي عليهما، الآخر هو طاعون البقر، والذي أعلن القضاء عليه في عام 2011.

## الأوبئة الأوروبية الآسيوية
اعتُقد وجود ارتباط قوي بين الجدري وطاعون أثينا الذي حدث في سنة 430 قبل الميلاد، خلال الحروب البيلوبونيسية، وقد وصفه ثوقيديدس. يشير وصف جالينوس للطاعون الأنطوني، الذي اجتاح الإمبراطورية الرومانية بين عامي 165–180 م، إلى احتمال كون الجدري المسبب الرئيسي له. جلب الجنود العائدون المرض معهم إلى سوريا وإيطاليا، حيث تفشى لمدة خمسة عشر عامًا وأضعف الإمبراطورية الرومانية بشكل كبير، ما أسفر عن مقتل نحو ثلث السكان في بعض المناطق. تقدر إجمالي الوفيات بنحو 5 ملايين. كان التفشي الرئيسي الثاني للمرض في الإمبراطورية الرومانية، المعروف باسم طاعون قبرص (251–266 م)، إما الجدري أو الحصبة. وفقًا لمؤرخين مثل تيودور مومسن، ذبلت الإمبراطورية الرومانية نتيجة هذين الوبائين. رغم اعتقاد بعض المؤرخين أن العديد من الأوبئة والجائحات التاريخية كانت حالات تفشي مبكرة للجدري، لم تكن السجلات المعاصرة مفصلة بما يكفي لإجراء تشخيص واضح.
نحو عام 400 م، سجل كتاب طبي هندي مرضًا يتظاهر بالبثور والدمامل، ذُكر فيه «البثور حمراء وصفراء وبيضاء ويصاحبها ألم حارق... يبدو الجلد مرصعًا بحبوب الأرز». اعتُقد أن الوباء الهندي كان عقابًا من أحد الآلهة، وشكل الناجون إلهة شيتالا، باعتبارها تجسيدًا للمرض. وهكذا اعتبرت شيتالا هي المسؤولة عن الجدري. في الهندوسية، تسبب الإلهة شيتالا وتعالج الحمى الشديدة والطفح الجلدي والهبات الساخنة والبثور. تعد كل هذه أعراض مرض الجدري.
فقدت معظم التفاصيل حول الأوبئة، ربما بسبب ندرة السجلات المكتوبة الباقية من العصور الوسطى المبكرة. وُضع أول وصف واضح للجدري في أوروبا الغربية في عام 581 م، عندما قدم الأسقف غريغوري أوف تورز رواية شاهد عيان يصف الأعراض المميزة للجدري. قضت موجات الأوبئة على عدد كبير من سكان الريف. كان نشوء المرض في أوروبا ذا أهمية خاصة، لأنه كان بمثابة المستودع الذي ينتشر منه الجدري إلى أجزاء أخرى من العالم، مرافقًا لموجات متتالية من الاستكشاف والاستعمار الأوروبي.
في عام 710 م، أعيد إدخال الجدري إلى أوروبا عبر أيبيريا عن طريق الفتح الإسلامي للأندلس.
يُعتقد أن وباء الجدري الياباني (735–737) قتل نحو ثلث سكان اليابان.

## الأوبئة الأفريقية
يعتبر الجدري من الأمراض خارجية التنشؤ بالنسبة لأفريقيا. يرتبط أحد أقدم السجلات للجدري في إفريقيا بحرب الفيل عام 568 بعد الميلاد، عندما أصيبت القوات الإثيوبية بالمرض وحملته معها إلى إفريقيا بعد محاربة حصار في مكة.
قد تكون الموانئ العربية في المدن الساحلية في إفريقيا قد ساهمت في إدخال الجدري إلى أفريقيا في بداية القرن الثالث عشر، رغم عدم وجود سجلات حتى القرن السادس عشر. عند غزو هذه المدن من قبل قبائل المناطق الداخلية من إفريقيا، أصاب وباء شديد جميع السكان الأفارقة دون البرتغاليين. يحتمل أن تكون المناطق المكتظة بالسكان في إفريقيا والمرتبطة بالبحر الأبيض المتوسط والنوبة وإثيوبيا عبر طريق القوافل قد تأثرت بالجدري منذ القرن الحادي عشر، رغم أن السجلات المكتوبة لم تظهر حتى ظهور تجارة الرقيق في القرن السادس عشر.
سبب استمرار استعباد الأفارقة انتشار الجدري في القارة بأكملها، إذ اندفع المقاتلون إلى أماكن أبعد في الداخل على طول طرق القوافل بحثًا عن أشخاص لاستعبادهم. يمكن رؤية آثار الجدري على طول طرق القوافل، ويبقى احتمال إصابة الذين لم يتأثروا على طول الطرق إما على متن السفن أو أثناء انتظار وضعهم فيها.

## الأوبئة في الأمريكتين
بعد الاحتكاكات الأولى مع الأوروبيين والأفارقة، يعتقد البعض أن وفاة 90–95% من السكان الأصليين في العالم الجديد كانت بسبب أمراض العالم القديم. يُشتبه في أن الجدري كان الجاني الرئيسي والمسؤول عن قتل جميع السكان الأصليين في الأمريكتين تقريبًا. لأكثر من 200 عام، أثر هذا المرض على جميع سكان العالم الجديد، معظمهم من دون انتقال متعمد من أوروبا، منذ أوائل القرن السادس عشر حتى فترة الحروب الفرنسية والهندية (1767–1754).
في عام 1519، هبط إرنان كورتيس على شواطئ المكسيك التي عُرفت آنذاك بإمبراطورية الآزتيك. في عام 1520، وصلت مجموعة أخرى من الأسبان إلى المكسيك من هيسبانيولا، حاملين معهم الجدري الذي كان يجتاح تلك الجزيرة لمدة عامين. عندما سمع كورتيس عن المجموعة الأخرى، ذهب وهزمهم. نتيجة هذا الاحتكاك، أصيب أحد رجال كورتيس بالمرض. عندما عاد كورتيس إلى تينوتشتيتلان، أحضر معه المرض.
سرعان ما ثار الآزتيك على كورتيس ورجاله. فاقوا عددهم، فاضطر الإسبان إلى الفرار. في أثناء القتال، توفي الجندي الإسباني الذي كان حاملًا لمرض الجدري. لم يعد كورتيس إلى العاصمة حتى أغسطس عام 1521. في غضون ذلك، قضى الجدري على سكان الآزتيك. قتل المرض معظم جيش الآزتيك و 25% من إجمالي السكان. ترك الفرنسيسكاني الإسباني موتولينيا هذا الوصف: «بما أن الهنود لم يكتشفوا علاجًا للمرض ... ماتوا في أكوام، مثل البق. وفي كثير من الأماكن، مات كل فرد في منزله، وكان من المستحيل دفن العدد الهائل من القتلى، فهُدمت المنازل فوقهم حتى تصبح منازلهم قبورهم». عند عودة كورتيس، وجد سلسلة القيادة ضمن جيش الآزتيك في حالة خراب. كان الجنود الباقون على قيد الحياة ضعفاء بسبب المرض. هزم كورتيز الآزتيك بسهولة ودخل تينوتشتيتلان. قال الإسبان إنهم لم يستطيعوا السير في الشوارع دون أن يطؤوا على جثث ضحايا الجدري.